# Gymnodactylus darwinii
Gymnodactylus darwinii är en ödleart som beskrevs av  Gray 1845. Gymnodactylus darwinii ingår i släktet Gymnodactylus och familjen geckoödlor. Inga underarter finns listade i Catalogue of Life.